# أيميه فريتز
أيميه فريتز (بالإنجليزية: Aimé Fritz)‏ هو دراج أمريكي، ولد في 23 أبريل 1884 في ألزاس في فرنسا، وتوفي في 28 يناير 1950.

## وصلات خارجية
- أيميه فريتز على موقع أوليمبيديا (الإنجليزية)